# Harley Granville-Barker

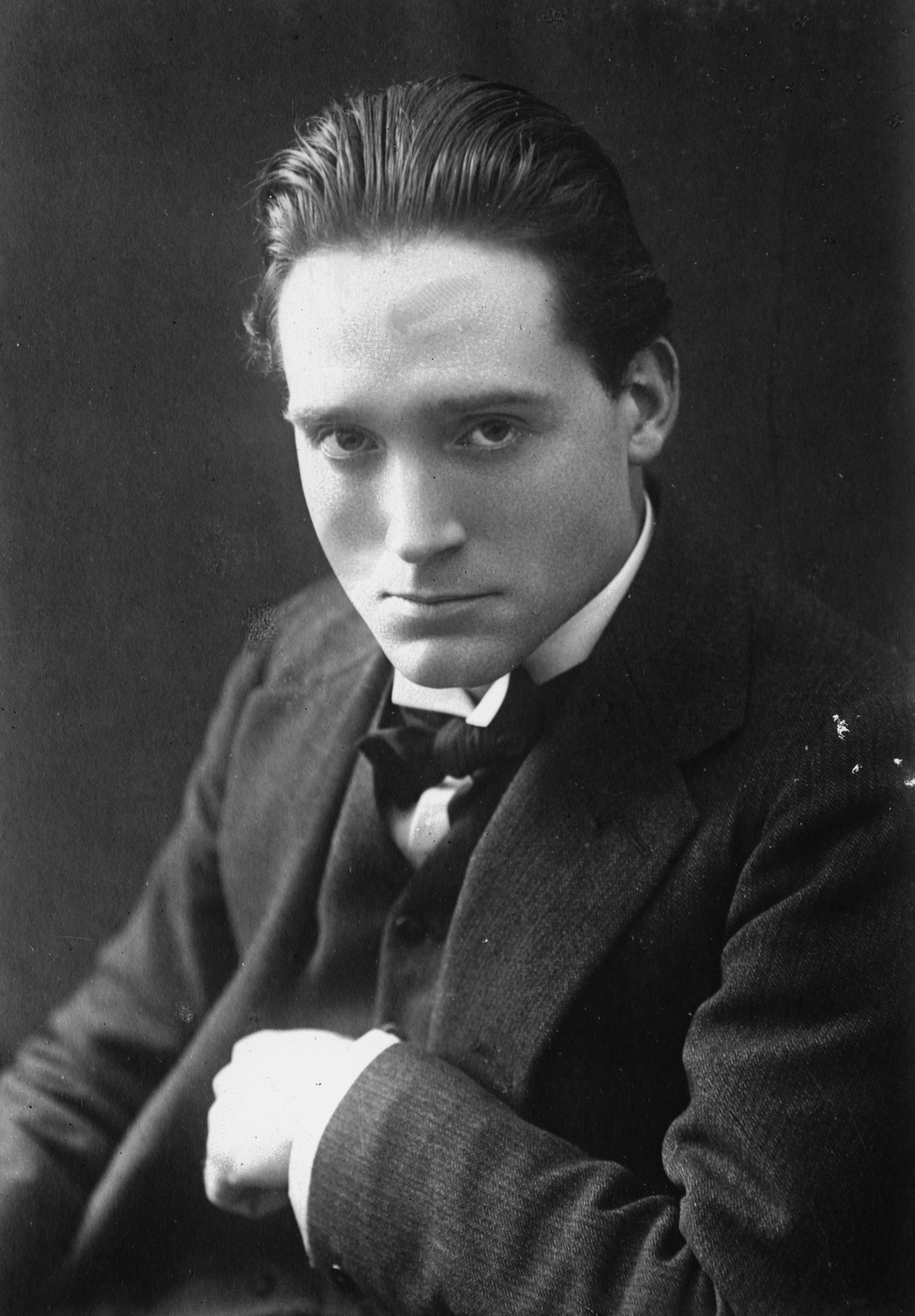
Harley Granville-Barker

Harley Granville-Barker (Londen, 25 november 1877 - Parijs, 31 augustus 1946) was een Engelse acteur, toneelschrijver, regisseur, producent en recensent.
Granville-Barker maakte zijn debuut in het theater toen hij veertien was. Zijn acteerwerk leidde ertoe dat hij steeds ontevredener werd over het lage niveau van het commerciële theater en in 1900 sloot hij zich aan bij Stage Society waar hij onder andere George Bernard Shaw en William Poel ontmoette.
Zijn eerste stuk, The Marrying of Ann Leete kwam uit in 1900 en werd geproduceerd door de Stage Society.
Na zijn succes bij de Stage Society ging Harley Granville-Baker zich concentreren op zijn eigen theaterstukken. Samen met J.E. Vedrenne huurde hij The Royal Court Theatre in Londen. Daar produceerde hij drie seizoenen lang repertoiretheater. Onder de vele werken die hij daar produceerde waren ook stukken van George Bernard Shaw, Henrik Ibsen, Maurice Maeterlinck, en nieuwe vertalingen van Euripides.
In de jaren 1904-1907 produceerde en regisseerde hij tien stukken van George Bernard Shaw in het 'Royal Court Theatre, waardoor hij de reputatie van George Bernard Shaw als een van de belangrijkste toneelschrijvers van zijn tijd creëerde. In sommige gevallen waren de grote successen van de producties mede het resultaat van Granville-Barkers acteerprestatie.
Zijn producties van de werken van William Shakespeare waren zeer invloedrijk.
Als toneelschrijver experimenteerde hij graag met vorm en inhoud. Hij bleek een zeer getalenteerde schrijver te zijn van dialogen, met originele ideeën.
Na zijn tweede huwelijk brak Harley Granville-Baker met de meeste van zijn toneelvrienden, inclusief Shaw, en ging in Parijs wonen. In die tijd werkte hij vooral als toneelrecensent. Zijn voorkeur ging uit naar opvoeringen van Shakespeare, en hij maakte vertalingen van Spaanse toneelstukken.

## Bekendste toneelstukken
- The Voysey Inheritance (1905)
- Waste (1906)
- The Madras House (1909)
- Al zijn werken zijn uitgevoerd geweest op het George Bernard Shaw Festival in Canada

- Bibliothèque nationale de France: cb121970919 (data)
- Gemeinsame Normdatei: 118639323
- International Standard Name Identifier: 0000 0001 0870 3710
- Library of Congress Control Number: n79084024
- Nationale Bibliotheek van Letland: 000180628
- Nationale Bibliotheek van Tsjechië: jn20000602308
- Nationale Bibliotheek van Israël: 987007272349905171
- Nederlandse Thesaurus van Auteursnamen: 069550727
- PIC: 320897
- LIBRIS: 188598
- SNAC: w66d5s7c
- Système universitaire de documentation: 030584787
- Trove: 1226023
- Virtual International Authority File: 12354552
- WorldCat: E39PBJcKGjB9W7vHCDrrKfjt8C